# Mattias Nordin
Mattias Nordin, född 22 april 1974, var en svensk bandyspelare. 
Nordin föddes som son till bandy- och fotbollsspelaren och tränaren Lars-Åke "Lappen" Nordin. Mattias Nordin debuterade 1994 i A-laget i Selånger SK Bandy, då i Allsvenskan i bandy. Efter fem år med Selånger värvades han 1999 till norska Stabæk IF. Från Stabeak gick Nordin till IFK Vänersborg inför säsongen 2000-2001. Han stannade i klubben t.o.m. säsongen 2008-2009. Nordin återvände 2009 till Selånger SK där han avslutade sin karriär 2012. Nordin spelade oftast libero eller back, även om han debuterade på A-lagsnivå som forward.

## Klubbar
- Selånger SK 1994-1999
- Stabeak (Norge)1999-2000
- IFK Vänersborg 2000-2009
- Selånger SK 2009-2012